# Oxytelus sculptus
Oxytelus sculptus ist ein Käfer aus der Familie der Kurzflügler (Staphylinidae).

## Merkmale
Die Käfer erreichen eine Körperlänge von 3,5 bis 4 Millimeter. Ihr Körper ist sehr schlank, abgeflacht und hat eine braunschwarze Färbung. Die Mitte des Halsschildes und die Deckflügel sind braun bis braunrot gefärbt. Der Nahtstreif verläuft parallel zur Flügeldeckennaht, wobei der Bereich dazwischen glatt und glänzend ist. Das Schildchen (Scutellum) ist vom Halsschild verdeckt. Die Beine sind gelb. Die Facettenaugen sind proportional sehr groß. Das vierte und fünfte Glied der Fühler sind ungefähr gleich lang.

## Vorkommen und Lebensweise
Die Tiere sind kosmopolitisch verbreitet. Sie kommen in Europa vom Mittelmeerraum bis nach Lappland und den Norden Russlands und auch auf den Britischen Inseln vor. Man findet sie auf Feldern, Viehweiden und in Gärten unter Steinen, in Kompost und Mist. Sie treten in Mitteleuropa von April bis Oktober auf, die Larven findet man von August bis September. Sie sind in Mitteleuropa nicht selten und sind im Norden und Osten Deutschlands und in der Donauebene und dem Burgenland häufig. Im Gebirge, dem Vorland und in den niedrigen Tälern sind die Tier nicht häufig, in subalpinen Lagen findet man sie nur selten.